# Ariete (astrologia)

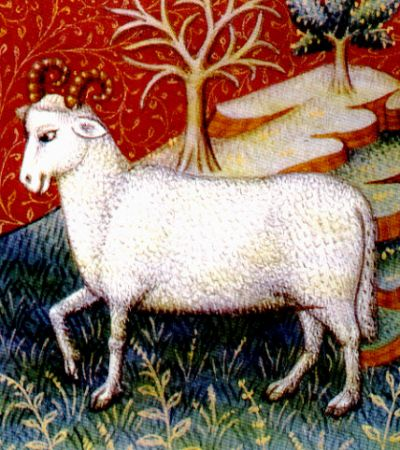
Ovis aries rappresentato in un libro di astrologia del XV secolo

L'Ariete (♈︎) è il primo dei 12 segni zodiacali dell'astrologia occidentale, situato tra Pesci e Toro.

## Caratteristiche
L'Ariete è un segno cardinale di fuoco, governato da Marte e Plutone. In questo segno Marte si trova in domicilio (diurno), il Sole in esaltazione, Venere in esilio e Saturno in caduta, copre i primi 30 gradi di longitudine celeste (0° ≤ λ < 30°) e ha origine dalla costellazione dell'Ariete. Il segno opposto è la Bilancia.
Il colore del segno è il rosso.
I nati in questo segno presenterebbero energia, coraggio e intraprendenza, avrebbero una grande carica vitale. Marte, il pianeta governatore del segno, infatti donerebbe loro un'indole guerriera che li renderebbe combattenti determinati con una grande forza interiore. Altre qualità tipiche sarebbero la passionalità, l'entusiasmo e la sincerità. Sarebbero contraddistinti anche dall'ostinazione, dall'impulsività, dall'impazienza e da una certa propensione all'irascibilità e all'aggressività. Il Sole si può trovare nel segno dell'Ariete nel periodo che va, all'incirca, dal 21 marzo al 19 aprile: l'inizio coincide con l'equinozio di primavera, stagione che appunto prende avvio da questo segno. Il periodo esatto varia di anno in anno, e per stabilire la sua posizione nei giorni estremi è necessario consultare le effemeridi.